# Barbara Siehl
Barbara Tietze-Siehl (* 1941 in Pforzheim) ist eine deutsche Moderatorin.
Aufgewachsen ist sie in Offenbach. 1961 kam sie zum Hessischen Rundfunk, wo sie im Dritten Fernsehprogramm verschiedene Sendungen präsentierte. Dazu gehörte das Regionalmagazin Hessenschau, verschiedene regionale Unterhaltungssendungen (zum Beispiel Ferien in Hessen) und die Tiervermittlung Herrchen gesucht, welche sie über 30 Jahre präsentierte.

## Publikationen
- Hessen für Hundefreunde: Freizeit & Spaß, Hilfe und Rat für Hund und Mensch. Societäts-Verlag, 2005, ISBN 3-7973-0859-0